# Lublanski psi
Lublanski psi je slovenski punk sastav iz Ljubljane. 
Lublanski psi, Pankrti i Buldogi su utemeljitelji klasičnog punka u Sloveniji. Poslije je uslijedio slovenski novi val.
Početne dane karijere napravili su u kultnom disko klubu FV-u. U FV-u je djelovala Borghesia i Buldožerji, zatim Čao Pičke, a kasnije Orkester Titanik, D'pravda, Otroci socializma, Gas't'rbajtr's (pozniji Demolition Group), Disciplina kičme, Videosex, O!kult i dr.
Pjesma ovog sastava Večernja revolucija koja je jedna od najvećih hitova slovenskog punka.
Pjesma cinično opisuje omladinsku scenu krajem 1970-ih. Nisu se dalje uspiti probiti, jer su im vlasti 1981. zatvorile pjevača u "naci punk procesu". Za Božić 1981. su ga pustili iz pripora. Ni UDBA mu nije uspjela montirati. Nakon toga sastav se raspao: gitarist Milan, mozak ovog sastava, postao je katolički misionar, a pjevač Mario je postao glumac u serijama. Ironično, u TV-serijama redatelji mu u pravilu daju ulogu udbomafijaša. Početkom 1990-ih se vratio na pozornicu Novog rocka s novim sastavom, dok sa sastavom Quod Masacre nije mnogo radio. Basist Gantar je na prvom Novom rocku nešto odskakao od prosjeka: jedini je bio trijezan, za razliku od ostatka Lublanski pasa. Basist je poslije svirao u Pankrtima, a poslije je postao uspješni poslovni čovjek. Bubnjar Potočki postao je socijalni radnik. Solo gitarist Ivan još je svirao na gitari.
Lublanski psi i sastavi kao Berlinski zid, Čao Pičke, Niet, Via Ofenziva, U.B.R., Šund, Kuzle iz Idrije,  Buldogi, Otroci socializma, Tožibabe, Industbag iz Metlike, O!Kult, Odpadki Civilizacije, spadaju u kremu slovenskog punka.
Nakon 20 godina vratili su se na scenu, a jezgra je ostala ista.Mario Šelih i Matjaž Gantar, a tu su još Mark Čuček, Bogo Pretnar i Rok Plešnar. Snimili su 12 pjesama za album Hrapavogrobo te ljubim koji je trebao izaći pod etiketom Dallas rujna 2004. godine. Uz album je bio predviđen bonus disk naslova Drenjanje s sodrgo koji sadržava devet objavljenih pjesama ovog sastava iz razdoblja od 1979. do 1981. godine.

## Vanjske poveznice
E-arhiv Produkcija: FV Video / Å kuc - Forum, 1983
Dokument živahnega subkulturnega dogajanja v Disku FV, zbirališču ljubljanske alternativne scene in prizorišču nastopov najbolj udarnih bendov tistega časa. Predstavljeni so bendi: O!Kult, Grč, Titanic, Via ofenziva, Gastarbajter's, Marcus 5, Borghesia, Otroci socializma, Čao pičke, Videosex in Gustaf i njegovi dobri duhovi.